# Günther Dießner
Günther Dießner (* 4. Juni 1930) ist ein deutscher Sportwissenschaftler und Hochschullehrer.

## Leben
Dießner schloss 1966 an der Pädagogischen Hochschule Potsdam seine Doktorarbeit zum Thema „Der Einfluß der motorischen Eigenschaften auf die Ausbildung der Bewegungsfertigkeiten im alpinen Skilauf“ ab. Später hatte er eine Professur an der Universität Potsdam inne.
Zu seinen Forschungsgebieten zählten der Wintersport, die Ausbildung in Sport und Sportwissenschaft, darunter die Ausbildung von Sportlehrern, motorisches Lernen, die Analyse sportlicher Bewegungen und koordinative Fähigkeiten als Leistungsfaktor.